# Ce monde est fou
Pour plus de détails, voir Fiche technique et Distribution.
Ce monde est fou est un téléfilm réalisé par Badreddine Mokrani, diffusé en 2013.

## Synopsis
Une banale dispute à l'école entre Manuel et Romain, pousse Florence, la mère de celui-ci, à porter plainte contre Manuel et contre l'administration du collège pour « défaut de surveillance ». Entre les familles des deux « meilleurs amis », c'est une guerre sans merci qui se prépare.